# Тарлак
Тарла́к (таг. Tarlac) — провинция Филиппин, в регионе Центральный Лусон. Административный центр — город Тарлак. В административном отношении подразделяется на 17 муниципалитетов и 1 город.

## География
Площадь провинции составляет 3 053,4 км². Провинция не имеет выхода к океану и расположена в центральной части острова Лусон. Восточная часть провинции — равнинная (около 75 % от общей площади), западная — холмистая и гористая. Граничит с провинциями: Пампанга (на юге), Нуэва-Эсиха (на востоке), Пангасинан (на севере) и Самбалес (на западе).

## Население
Население провинции по данным на 2010 год составляет 1 273 240 человек. Плотность населения составляет 416,99 чел./км². Капампанганский язык распространён в южной части провинции, илоканский и пангасинанский языки — в северной. Тагальский язык хорошо понимаем на всей территории провинции Тарлак.

## Административное деление
В административном отношении подразделяется на 1 город (Тарлак) и 17 муниципалитетов:
| - Анао - Бамбан - Камилинг - Капас - Консепсьон - Герона - Ла-Пас - Майантос - Монкада |

| - Паники - Пура - Рамос - Сан-Клементе - Сан-Хосе - Сан-Мануэль - Санта-Игнасия - Виктория |

## Экономика
Экономика провинции основывается на сельском хозяйстве, главными культурами которого являются: рис, сахарный тростник, кукуруза, кокосы, манго, бананы и овощи.